# Зедадка, Карим
Карим Зедадка (араб. كريم زدادكة‎; род. 9 июня 2000, Пертюи, Прованс — Альпы — Лазурный Берег, Франция) — французский и алжирский футболист, полузащитник итальянского клуба «Зюдтироль».

## Биография
Карим Зедадка родился 9 июня 2000 года. Футбольную карьеру начал в молодёжных клубах французской «Ниццы». В 2018 году перешёл в систему итальянского «Наполи». В марте 2019 года впервые попал в заявку основной команды на матч чемпионата Италии с «Удинезе», но на поле не появился. В октябре 2020 года для получения игровой практики был отдан в аренду клубу Серии C «Кавезе». В сезоне 2021/22 был арендован бельгийским клубом «Шарлеруа», выступающим в Лиге Жюпиле. Дебютировал в Высшей лиге Бельгии 28 августа 2021 года, выйдя на замену в конце матча.
30 июня 2022 года вернулся в Италию.
16 июля 2024 года перешёл в итальянский «Зюйдтироль», подписав трёхлетний контракт до середины 2027 года. 24 сентября дебютировал за клуб в гостевом матче Серии B против «Сампдории» (1:0), выйдя на замену во втором тайме. 6 октября забил дебютный гол в гостевом матче с «Козенцой» (0:2).

## Достижения
«Наполи»
- Чемпион Италии: 2022/23

## Статистика
| Выступление      | Выступление      | Выступление      | Чемпионат | Чемпионат | Кубки | Кубки | Континент. | Континент. | Итого | Итого |
| Клуб             | Лига             | Сезон            | Игры      | Голы      | Игры  | Голы  | Игры       | Голы       | Игры  | Голы  |
| ---------------- | ---------------- | ---------------- | --------- | --------- | ----- | ----- | ---------- | ---------- | ----- | ----- |
| Наполи           | Серия А          | 2020/21          | 0         | 0         | 0     | 0     | 0          | 0          | 0     | 0     |
| → Кавезе         | Серия С          | 2020/21          | 5         | 0         | 0     | 0     | —          | —          | 5     | 0     |
| → Кавезе         | Итого            | Итого            | 5         | 0         | 0     | 0     | —          | —          | 5     | 0     |
| → Шарлеруа       | Лига Жюпиле      | 2021/22          | 11        | 0         | 1     | 0     | —          | —          | 12    | 0     |
| → Шарлеруа       | Итого            | Итого            | 11        | 0         | 1     | 0     | —          | —          | 12    | 0     |
| Наполи           | Серия А          | 2022/23          | 0         | 0         | 0     | 0     | 0          | 0          | 0     | 0     |
| Наполи           | Итого            | Итого            | 0         | 0         | 0     | 0     | 0          | 0          | 0     | 0     |
| Всего за карьеру | Всего за карьеру | Всего за карьеру | 16        | 0         | 1     | 0     | 0          | 0          | 17    | 0     |